# کتی ملوآ
کِتِوان «کَتی» مِلوآ (به گرجی: ქეთევან «ქეთი» მელუა) (به انگلیسی: Ketevan "Katie" Melua) (زاده ۱۶ سپتامبر ۱۹۸۴) خواننده و ترانه‌سرای بریتانیایی-گرجی است.
او در گرجستان زاده شد؛ در ۸ سالگی به همراه خانواده‌اش به بِلفاست و سپس در ۱۹۹۹ میلادی به لندن مهاجرت کرد. تحت مدیریت مایک بَت آهنگساز، در شرکت کوچک نشر موسیقی «دراماتیکو» ثبت نام کرد. او اولین آلبوم موسیقی خود را در ۱۹ سالگی و در نوامبر سال ۲۰۰۳ منتشر کرد و در طول سه سال پُرفروش‌ترین خوانندهٔ زن بریتانیایی و همین‌طور پُرفروش‌ترین خوانندهٔ زن اروپایی بوده‌است.
اولین آلبوم او با نام «ندای جستجو» در رتبه اول آلبوم‌های بریتانیا قرار گرفت و ۱٫۸ میلیون نسخه از آن در پنج ماه اول انتشارش به فروش رسید. دومین آلبوم او، «تکه به تکه»، در سپتامبر ۲۰۰۵ منتشر شد و تا به امروز چهار مقام پلاتینیوم بدست آورده‌است. ملوآ سومین آلبوم خود با عنوان «تصاویر» را در اکتبر ۲۰۰۷ منتشر کرد.
طبق اعلام لیست ثروت سال ۲۰۰۸ مجله ساندی تایمز، ملوآ با داشتن ۱۸ میلیون پوند ثروت، در جایگاه هفتمین موسیقیدان ثروتمند زیر ۳۰ سال بریتانیا قرار داشته‌است.

## اوایل زندگی
کِتِوان مِلوآ در ۱۶ سپتامبر ۱۹۸۴ در کوتائیسی گرجستان که در آن زمان جزئی از اتحاد جماهیر شوروی بود به دنیا آمد. نام پدر و مادرش، امیران و تامارا بود. او اولین سال‌های زندگی‌اش را همراه با پدربزرگ و مادربزرگ‌اش در تفلیس سپری کرد. سپس به همراه والدین و برادرش به باتومی مهاجرت کردند، جایی که پدرش به عنوان متخصص قلب کار می‌کرد. در این زمان کَتی گاهی اوقات مجبور می‌شد سطل آبی را پنج طبقه، به این خاطر که منزلشان در طبقه پنجم بود، از پله‌های ساختمان بالا ببرد. به گفته خودش: حالا وقتی در هتل‌های مجلل اقامت می‌کنم، به آن روزها فکر می‌کنم.
در ۱۹۹۳، وقتی کَتی هشت ساله بود، او و خانواده‌اش برای رهایی از عواقب جنگ داخلی گرجستان، به بِلفاست در ایرلند شمالی مهاجرت کردند. پدرش به عنوان جراح قلب توانست موقعیت شغلی‌ای در بیمارستان رویال ویکتوریا پیدا کند. کَتی و خانواده‌اش تا زمانی که چهارده ساله بود در نزدیکی فولز رود زندگی می‌کردند. او در طول اقامت‌شان در ایرلند شمالی، تحصیلات‌اش را در مدرسهٔ ابتدایی سنت کاترین در فولز رود و سپس در دومینیکن کالج، فورتویلیام گذراند.
خانوادهٔ ملوآ سپس به ساتن لندن مهاجرت کردند و پس از مدتی راهی ردهیل، ساری شدند. در سال ۲۰۰۸ او از محل سکونت خانوادگیشان در میدا ویل به آپارتمانی در ناتینگ هیل نقل مکان کرد. در این آپارتمان او یک اتاق خواب دوم را تبدیل به یک استودیوی ضبط موسیقی کرد. کَتی انگلیسی را روان صحبت می‌کند و کمی نیز با زبان روسی آشناست؛ بااینکه او به زبان مادریاش گُرجی به خوبی صحبت می‌کند اما گفته‌است که توانایی نوشتن ترانه به این زبان را ندارد. او کمی نسب کانادایی و روسی نیز دارد.
کتی از باپتیستهای کلیسای ارتدکس گرجستان بود. زمانیکه در بلفاست زندگی می‌کردند او به مدرسهٔ ابتدایی کاتولیکی سنت کاترین و دومینیکن کالج، فورتویلیام می‌رفت درحالی که برادر کوچکترش به مدارس دولتی می‌رفت. پس از کامل کردن گواهی عمومی آموزش ثانوی در دبیرستان دخترانه دستور زبان نانساچ در چیم ساتن، او وارد مدرسهٔ هنرهای نمایشی و فناوری بریت در منطقهٔ کرویدون لندن شد، او در آنجا موفق به کسب مدرک BTEC با نمرهٔ عالی در موسیقی گردید.
او به دانشگاه نرفته‌است اما اغلب تمایل خودش به انجام این اقدام و مطالعهٔ ادبیات انگلیسی، تاریخ و فیزیک را به عنوان رشته‌های مورد علاقه‌اش، در صورت رفتن به دانشگاه اعلام کرده‌است.

## ملیّت
در دهم اوت ۲۰۰۵، پیش از ۲۱ سالگی‌اش، او به همراه خانواده و برادرش شهروند بریتانیا شد. مراسم شهروندی در شهر ویبریج ساری برگزار شد. شهروند بریتانیا شدن به این معنا بود که او پیش از ۲۱ سالگی دارای ملیّت سه کشور شوروی، گرجستان و در نهایت بریتانیا بوده‌است. پس از مراسم شهروندی، کتی از ملیّت جدید احساس غرور کرده و گفته بود: «به عنوان یک خانواده، ما بسیار خوش شانس بودیم که توانستیم زندگی شادی را در این کشور بدست آوریم و احساس تعلق به اینجا داریم. ما هنوز خود را گرجی می‌دانیم چون ریشه‌های ما در آنجاست و من هرساله برای دیدن عموها و پدربزرگ و مادربزرگهایم به گرجستان می‌روم، امّا از بدست آوردن شهروندی بریتانیا بسیار احساس غرور دارم.»

## زندگی شخصی
کتی ملوآ به عنوان یک افزایش دهنده آدرنالین شناخته شده‌است زیرا از ترن هوایی، بازار مکاره، پاراگلایدر و کایت‌سواری لذت می‌برد. او تا به امروز چهار مرتبه چتربازی انجام داده‌است و درسهایی در خلبانی آموخته‌است. او در سال ۲۰۰۴ از ساختمانی ۲۰۰ متری در نیوزیلند، با سرعت ۹۷ کیلومتر بر ساعت پایین پرید. وقتی از مایک بَت در خصوص این فعالیت‌ها که ملوآ برای افزایش آدرنالین انجام می‌دهد سؤال شد، گفت: «او از این افراط گریها لذت می‌برد اما در زندگی، احساسات‌اش همیشه تحت کنترل‌اش است». در نوامبر ۲۰۰۹ او در نزدیکی فرودگاه هیترو لندن تقریباً سقوط کرد.
در سپتامبر ۲۰۱۰ به دستور پزشکان‌اش به مدت چند ماه، به علت فروپاشی عصبی فعالیت‌های کاری‌اش را متوقف کرد و شش هفته در بیمارستان بستری بود. در نتیجه تمام فعالیت‌های تبلیغاتی و تورهایش تا سال بعد به تعویق افتاد.
ملوآ سال‌ها بعد در مصاحبه‌ایی با ایندیپندنت، دربارهٔ این ناراحتی روحی توضیح داد که این اتفاق یکی از بهترین اتفاقات زندگی‌اش بوده‌است که باعث پایان دادن احساس خودبزرگ‌بینی او به عنوان یکی از موفق‌ترین موسیقیدانان صنعت بود. «... این اتفاق باعث ناتوانی من شد اما همین‌طور باعث شد که خیال‌پردازی‌های بی‌مورد در خصوص انجام دادن هر کاری، تمام شود. عجیب‌ترین اتفاق دربارهٔ این شغل این است که نوعی احساس خودبزرگ بینی به شخص دست می‌دهد و این بیماری روحی یک زنگ بیداری برای من بود. من به مدت دو هفته در فضا و جریان مسائل نبودم و به مدت شش هفته در بیمارستان بودم. مسائل مختلفی در جریان بود، چیزهایی در خانه و برنامه‌های کاری دیوانه وار و تو واقعاً باور میکنی که دنیا حول تو می‌گشته در حالی که اینگونه نبوده است.»
در ژانویه سال ۲۰۱۲ او نامزدی خود با جیمز توسلند ، قهرمان موتورسواری سرعت و موسیقیدان را اعلام نمود. این زوج در اول سپتامبر ۲۰۱۲ در هنرستان هنرهای زیبای نش واقع در باغ‌های گیاه‌شناسی سلطنتی کیو، در جنوب غربی لندن ازدواج کردند. کتی ملوآ در مصاحبه‌ایی در ۱۶ اکتبر ۲۰۲۰ اعلام کرد که این زوج از همدیگر طلاق گرفته‌اند.

## اثرشناسی

### آلبوم‌های استودیویی

آلبوم ندای جستجو، اولین آلبوم استودیویی کتی ملوآ

| ترتیب انتشار | نام آلبوم                        | سال انتشار |
| ------------ | -------------------------------- | ---------- |
| ۰۱           | Call off the Search «ندای جستجو» | ۲۰۰۳       |
| ۰۲           | Piece by Piece «تکه به تکه»      | ۲۰۰۵       |
| ۰۳           | Pictures «تصاویر»                | ۲۰۰۷       |
| ۰۴           | The House «خانه»                 | ۲۰۱۰       |
| ۰۵           | Secret Symphony «سمفونی سرّی»     | ۲۰۱۲       |
| ۰۶           | Ketevan «کِتِوان»                  | ۲۰۱۳       |
| ۰۷           | In Winter «در زمستان»            | ۲۰۱۶       |
| ۰۸           | Album No. 8 «آلبوم شمارهٔ ۸»      | ۲۰۲۰       |

### آلبوم‌های زنده
| ترتیب انتشار | نام آلبوم                                                                                 | سال انتشار |
| ------------ | ----------------------------------------------------------------------------------------- | ---------- |
| ۰۱           | Live at the O² Arena «زنده در اُ تو آرِنا»                                                  | ۲۰۰۹       |
| ۰۲           | Live in Concert «زنده در کنسرت» (featuring Gori Women's Choir) (با شرکت گروه کُر زنان گُری) | ۲۰۱۹       |

### آلبوم‌های ویدئویی
| ترتیب انتشار | نام آلبوم | سال انتشار |
| ------------ | --- | ---------- |
| ۰۱           | Katie Melua: On the Road Again «کتی ملوآ: دوباره روی جاده»                                                             | ۲۰۰۶       |
| ۰۲           | Katie Melua: Concert Under the Sea «کتی ملوآ: کنسرت زیر دریا»                                                          | ۲۰۰۷       |
| ۰۳           | Katie Melua: Katie Melua with the Stuttgart Philharmonic Orchestra «کتی ملوآ: کتی ملوآ با ارکستر فیلارمونیک اشتوتگارت» | ۲۰۱۱       |

### آلبوم‌های گردآوری‌شده
| ترتیب انتشار | نام آلبوم                                    | سال انتشار |
| ------------ | -------------------------------------------- | ---------- |
| ۰۱           | The Katie Melua Collection «مجموعهٔ کتی ملوآ» | ۲۰۰۸       |
| ۰۲           | Ultimate Collection «مجموعهٔ نهایی»           | ۲۰۱۸       |

### تک‌آهنگ‌ها
| سال انتشار | تک آهنگ                                                                                 | آلبوم                                               |
| ---------- | --------------------------------------------------------------------------------------- | --------------------------------------------------- |
| ۲۰۰۳       | "The Closest Thing to Crazy" «نزدیکترین چیز به دیوانگی»                                 | «Call off the Search» «ندای جستجو»                  |
| ۲۰۰۴       | "Call off the Search" «ندای جستجو»                                                      | «Call off the Search» «ندای جستجو»                  |
| ۲۰۰۴       | "Crawling up a Hill" «خزیدن به بالای تپه»                                               | «Call off the Search» «ندای جستجو»                  |
| ۲۰۰۵       | "Nine Million Bicycles" «نه میلیون دوچرخه»                                              | Piece by Piece «تکه به تکه»                         |
| ۲۰۰۵       | "I Cried for You" «برای تو گریه کردم»                                                   | Piece by Piece «تکه به تکه»                         |
| ۲۰۰۵       | "Just Like Heaven" «درست شبیه بهشت»                                                     | Piece by Piece «تکه به تکه»                         |
| ۲۰۰۶       | "Spider's Web" «تار عنکبوت»                                                             | Piece by Piece «تکه به تکه»                         |
| ۲۰۰۶       | "It's Only Pain" «تنها دردش»                                                            | Piece by Piece «تکه به تکه»                         |
| ۲۰۰۶       | "Shy Boy" «پسر خجالتی»                                                                  | Piece by Piece «تکه به تکه»                         |
| ۲۰۰۷       | "If You Were a Sailboat" «اگر تو یک قایق بادبانی بودی»                                  | Pictures «تصاویر»                                   |
| ۲۰۰۷       | "Mary Pickford" «مری پیکفورد»                                                           | Pictures «تصاویر»                                   |
| ۲۰۰۷       | "What a Wonderful World" (with Eva Cassidy) «چه دنیای شگفت‌انگیزی» (همراه با ایوا کسیدی) | The Katie Melua Collection «مجموعهٔ کتی ملوآ»        |
| ۲۰۰۸       | "If the Lights Go Out" «اگر روشنایی‌ها خاموش شوند»                                       | Pictures «تصاویر»                                   |
| ۲۰۱۰       | "The Flood" «سیل»                                                                       | The House «خانه»                                    |
| ۲۰۱۰       | "A Happy Place" «یک جای شاد»                                                            | The House «خانه»                                    |
| ۲۰۱۰       | "To Kill You with a Kiss" «کشتن تو با یک بوسه»                                          | The House «خانه»                                    |
| ۲۰۱۱       | "Gold in them Hills" «طلا در تپه‌هایشان»                                                 | Secret Symphony «سمفونی سرّی»                        |
| ۲۰۱۲       | "The Bit That I Don't Get" «تکه‌ای که نمی‌فهمم»                                           | Secret Symphony «سمفونی سرّی»                        |
| ۲۰۱۲       | "Better Than a Dream" «بهتر از یک رؤیا»                                                 | Secret Symphony «سمفونی سرّی»                        |
| ۲۰۱۲       | "Moonshine" «مهتاب»                                                                     | Secret Symphony «سمفونی سرّی»                        |
| ۲۰۱۲       | "The Walls of the World" «دیوارهای دنیا»                                                | Secret Symphony «سمفونی سرّی»                        |
| ۲۰۱۲       | "Forgetting All My Troubles" «فراموشی تمام مشکلاتم»                                     | Secret Symphony «سمفونی سرّی»                        |
| ۲۰۱۳       | "I Will Be There" «آنجا خواهم بود»                                                      | Ketevan «کِتِوان»                                     |
| ۲۰۱۳       | "The Love I'm Frightened Of" «عشقی که از آن می‌ترسیدم»                                   | Ketevan «کِتِوان»                                     |
| ۲۰۱۷       | "Fields of Gold" «زمین‌های طلا»                                                          | In Winter (Special Edition) «در زمستان (نسخه ویژه)» |
| ۲۰۲۰       | "A Love Like That" «عشقی شبیه آن»                                                       | Album No. 8 «آلبوم شمارهٔ ۸»                         |
| ۲۰۲۰       | "Airtime" «زمان پخش»                                                                    | Album No. 8 «آلبوم شمارهٔ ۸»                         |
| ۲۰۲۰       | "Your Longing Is Gone" «اشتیاق‌ات از دست رفته‌است»                                        | Album No. 8 «آلبوم شمارهٔ ۸»                         |